# 明石家さんまつり
明石家さんまつりは、2005年6月30日深夜11時55分（JST）から翌2時55分まで、TBS系列で放送された生放送のスペシャル番組。
7月1日が誕生日である明石家さんまが50歳を迎えることになり、そのお祝いにと企画・放送された番組である。

## 概要
主にさんまと仲の良い、ラサール石井、渡辺正行、関根勤、村上ショージ、ガタルカナル・タカ、松尾伴内、笑福亭笑瓶ら「明石家ファミリー」の面々を中心に、深夜にもかかわらず20人以上のお笑い芸人・タレントが集結し、さんまの誕生日を祝った。
放送内では、各界から届いたさんまへのお祝いFAXを紹介するコーナー、出演者によるさんま大喜利、原口あきまさと清水ミチコによる「さんま50年史」の寸劇などが行われた。
番組中にはさんまの前妻である大竹しのぶから二度電話がかかっており、祝福とは言えないお祝いコメントがさんまに送られた。
本番組と同じスタッフで、1年後からはTBSにて「明石家さんちゃんねる」の放送が開始された。
なお、その後放送されたフジテレビ｢お台場明石城120万石SP｣にて、フジテレビの三宅恵介が｢これからさんまつりは持ちまわり制にして来年はウチでやります｣と発言した。フジテレビが放送した「明石家さんまの誕生日を祝う番組」としては、2015年7月1日に「さんまでっか!?TV」がある。またCS放送・フジテレビ721（フジテレビTWO）の有料放送開始日がさんまの誕生日と同じ7月1日ということで、開局日の1998年7月1日には「フジテレビ721開局記念 さんまの今日で43才バースデー生パーティー」が放送され、開局10周年にあたる2008年7月1日には「フジテレビCS放送開局10周年大謝恩会 さんまの今日で53!バースデー生パーティー」がそれぞれ放送された。

## 出演
- 司会
  - 明石家さんま
  - 安住紳一郎
  - 小林麻耶
- ゲスト
  - 関根勤
  - ラサール石井
  - 渡辺正行
  - 浅田美代子
  - ガタルカナル・タカ
  - 笑福亭笑瓶
  - 村上ショージ
  - 松尾伴内
  - 温水洋一
  - くりぃむしちゅー
  - おぎやはぎ
  - 中川家
  - ビビる大木
  - 土田晃之
  - モンキッキー
  - 劇団ひとり
  - カラテカ
  - アンガールズ
  - 熊田曜子
  - 若槻千夏
  - 清水ミチコ
  - 原口あきまさ

## ネット局
- 東京放送
- 北海道放送
- 青森テレビ
- IBC岩手放送
- テレビユー山形
- 東北放送
- 新潟放送
- テレビ山梨
- 静岡放送
- 中部日本放送
- 毎日放送
- 山陽放送
- 中国放送
- あいテレビ
- テレビ高知
- RKB毎日放送
- 熊本放送
- 宮崎放送